# П'ятипроменева зірка

П'ятипроменева зірка.

П'ятипроменева зірка (☆) — поширена у світі ідеограма. Утворюється з'єднанням ліній однакової довжини під кутами 36 ° у кожній точці. Продовження ліній всередині зірки до сходження ліній разом утворює пентаграму. П'ятипроменева зірка є важливим релігійним та ідеологічним символом, і тому широко використовується.
Піфагор стверджував, що така зірка, або, як він її називав, гігієя (ύγιεια) (на честь грецької богині здоров'я Гігієї) є математичною досконалістю, оскільки приховує в собі золотий перетин (φ = 1,618).

## Містика
П'ятипроменева зірка, згідно з уявленнями філософів древнього Китаю, показує взаємодію п'яти основних елементів: вогонь, землю, метал, воду, дерево. Ще, ця зірка символізує п'ять ран на тілі Спасителя.

## Порівняння з пентаграмою
Якщо з'єднати колінеарні ребра докупи то утвориться пентаграма — найпростіший однобіжний зірковий многокутник, а також знак з містичним і магічним значенням. Пентаграма, ще і символ охорони, безпеки. Використовується як військова емблема.

Проста п'ятипроменева зірка
Пентаграма з'єднана через центр.
Магічна фігура — пентаграма (перевернута в цьому випадку) з описаним навколо неї колом.

## Символіка
- В ісламі зірка символізує з'єднання п'яти основних стовпів релігії.
- Забарвлена зеленим кольором п'ятипроменева зірка є символом міжнародного руху Есперанто.
- Зірка, промені якої забарвлені різними кольорами, є символом друзів.
- П'ятипроменева червона чи золота зірка — символи Червоної армії, СРСР і багатьох інших країн Варшавського договору.

П'ятипроменева зірка — пентакль, як символ охорони й безпеки відома понад три тисячі років. Її використовували у своїх тотемах і ритуальних малюнках первісні люди та представники найдавніших цивілізацій на територіях сучасної Греції, Ірану, Іраку й Туреччини. Пентакль був шанованою емблемою в Японії й у американських індіанців. У саамів російської Лапландії п'ятипроменева зірка вважалась універсальним оберегом, що захищає оленів, — основу життєвого ладу більшості жителів півночі.

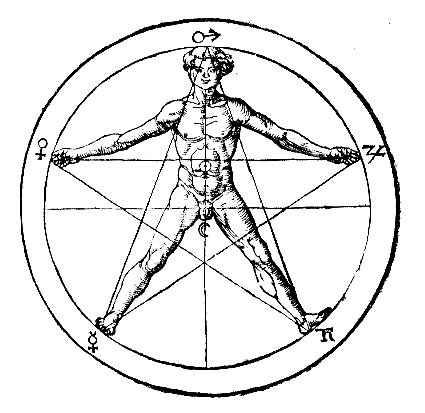
Агріппа (1486 — 1536)

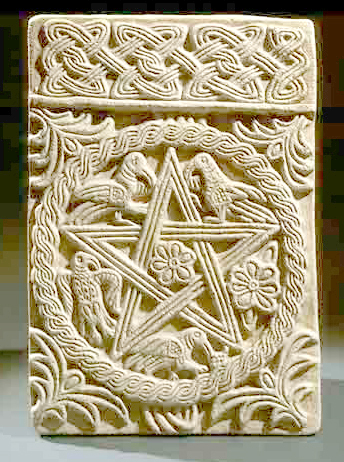
Рельєф, IX— XI століття,
Солін, Південні слов'яни

П'ятипроменева зірка нагадує людину з витягнутими в боки руками й розставленими ногами, на кшталт малюнків Леонардо да Вінчі й Агріппи Неттесгеймського.

### Різдвяні зірки
Іноді, під час святкування Різдва для урочистих прикрас поряд із восьмипроменевими зірками, що символізують вифлеємську зірку, використовують і п'ятипроменеву.

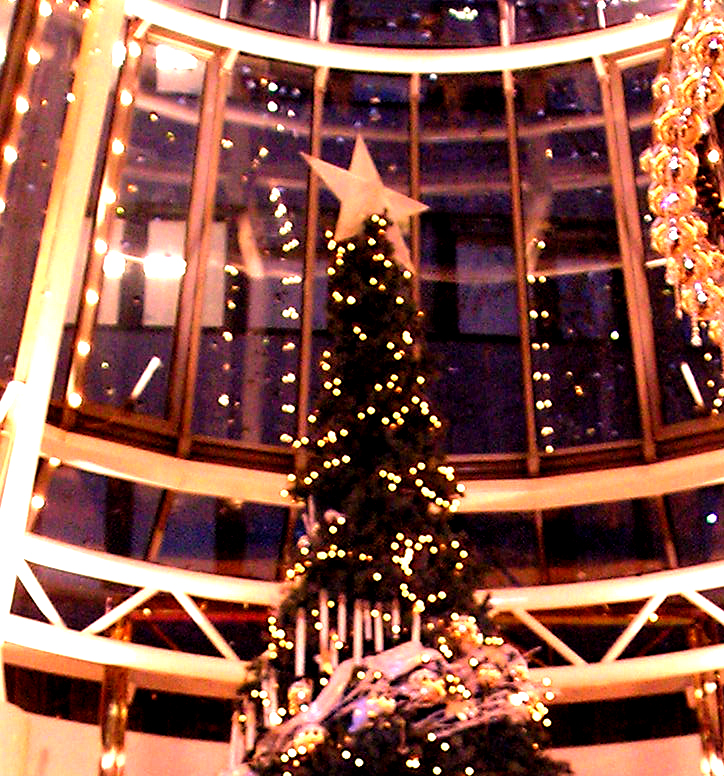
Різдвяна ялинка, в Центрі Schadow Arcaden Дюссельдорф
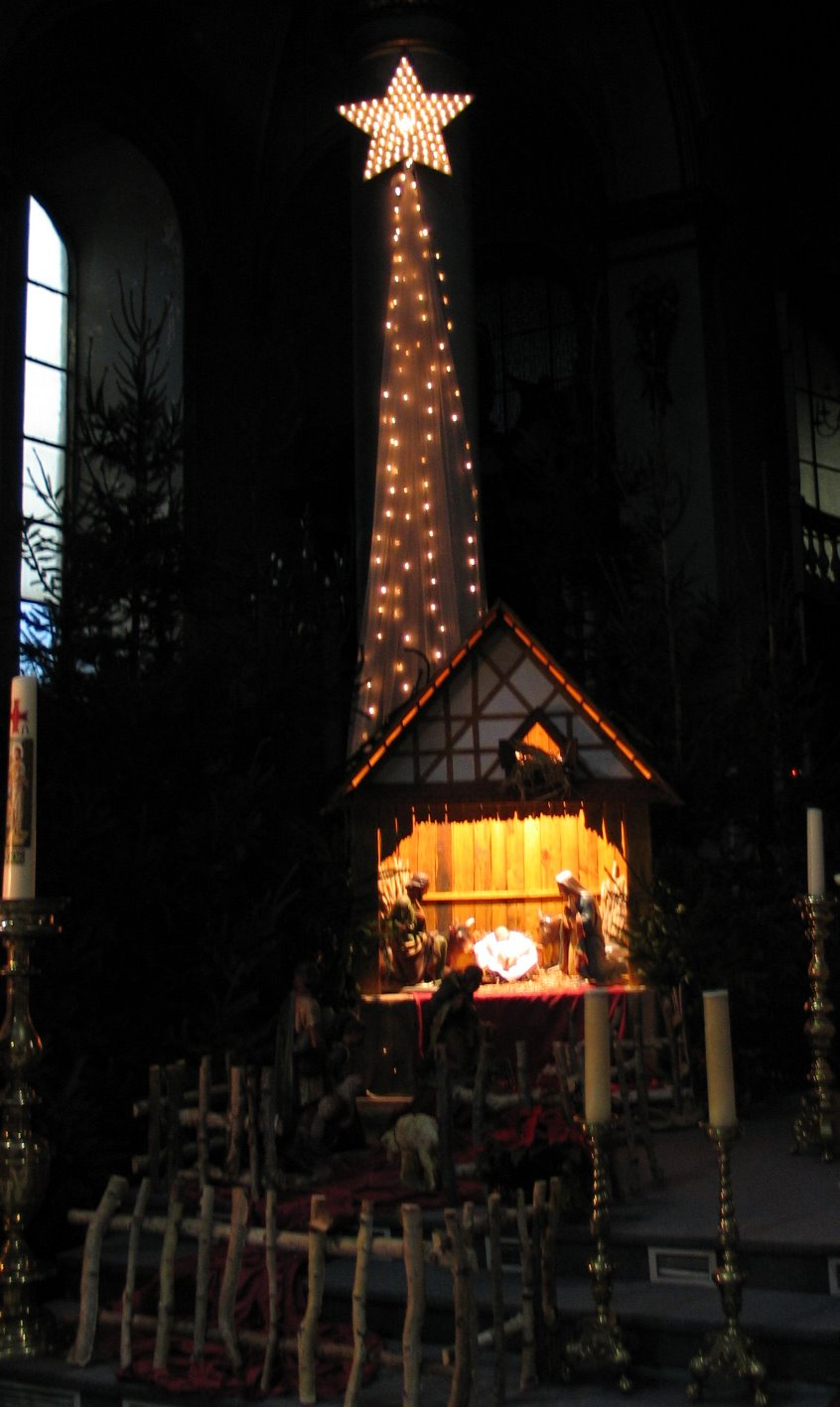
Храм Різдва Богородиці, Бельгія
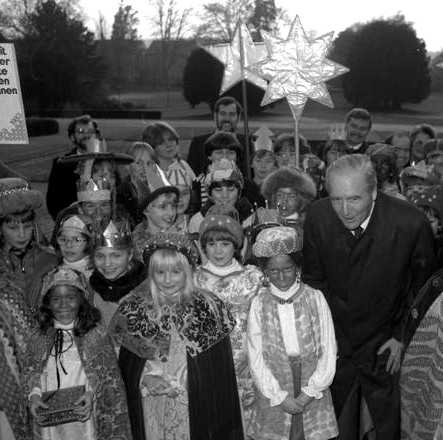
Різдво 1982 року, Карл Карстенс на святі з дітьми, Німеччина
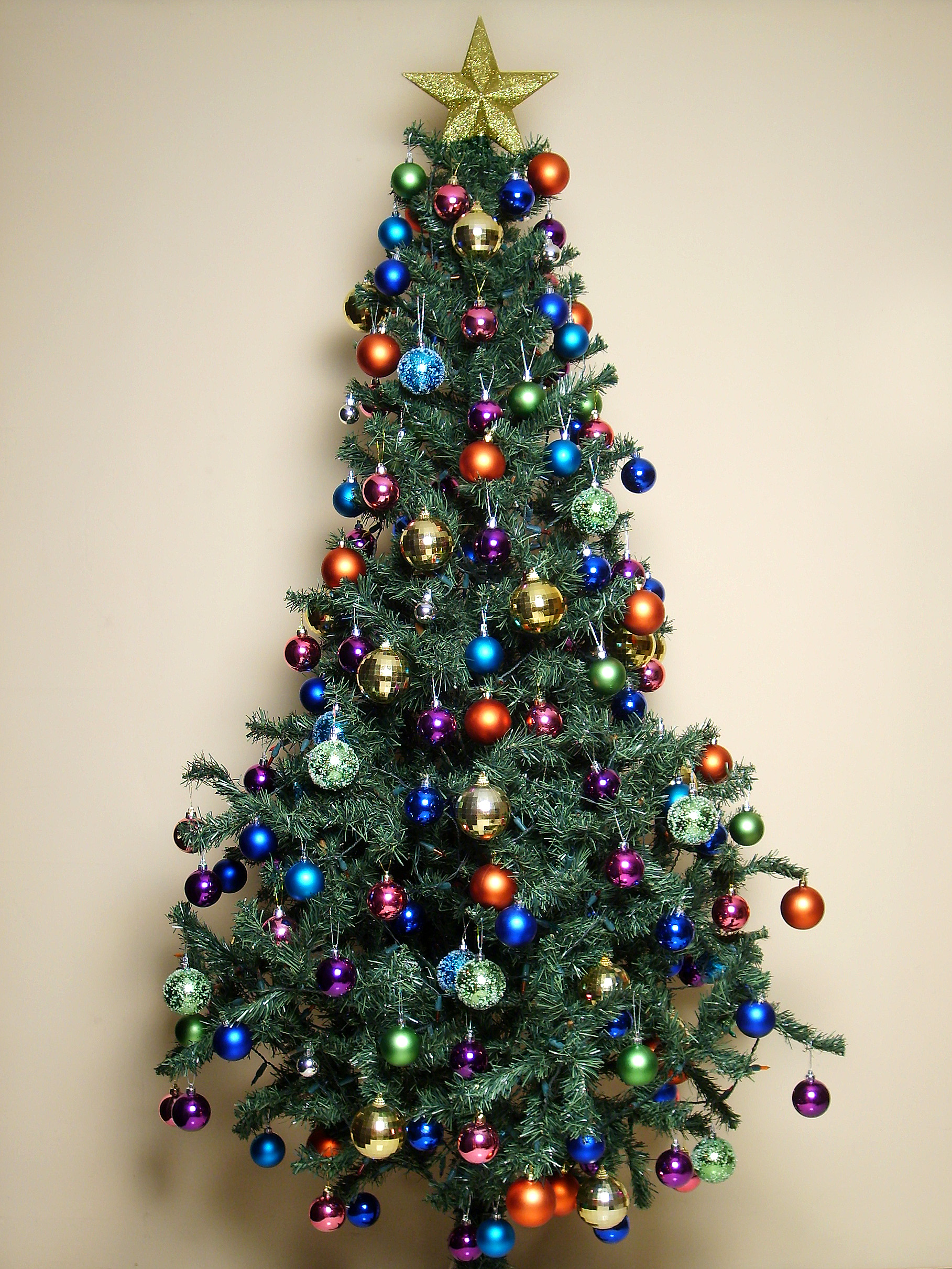
Різдвяна ялинка, Нідерланди
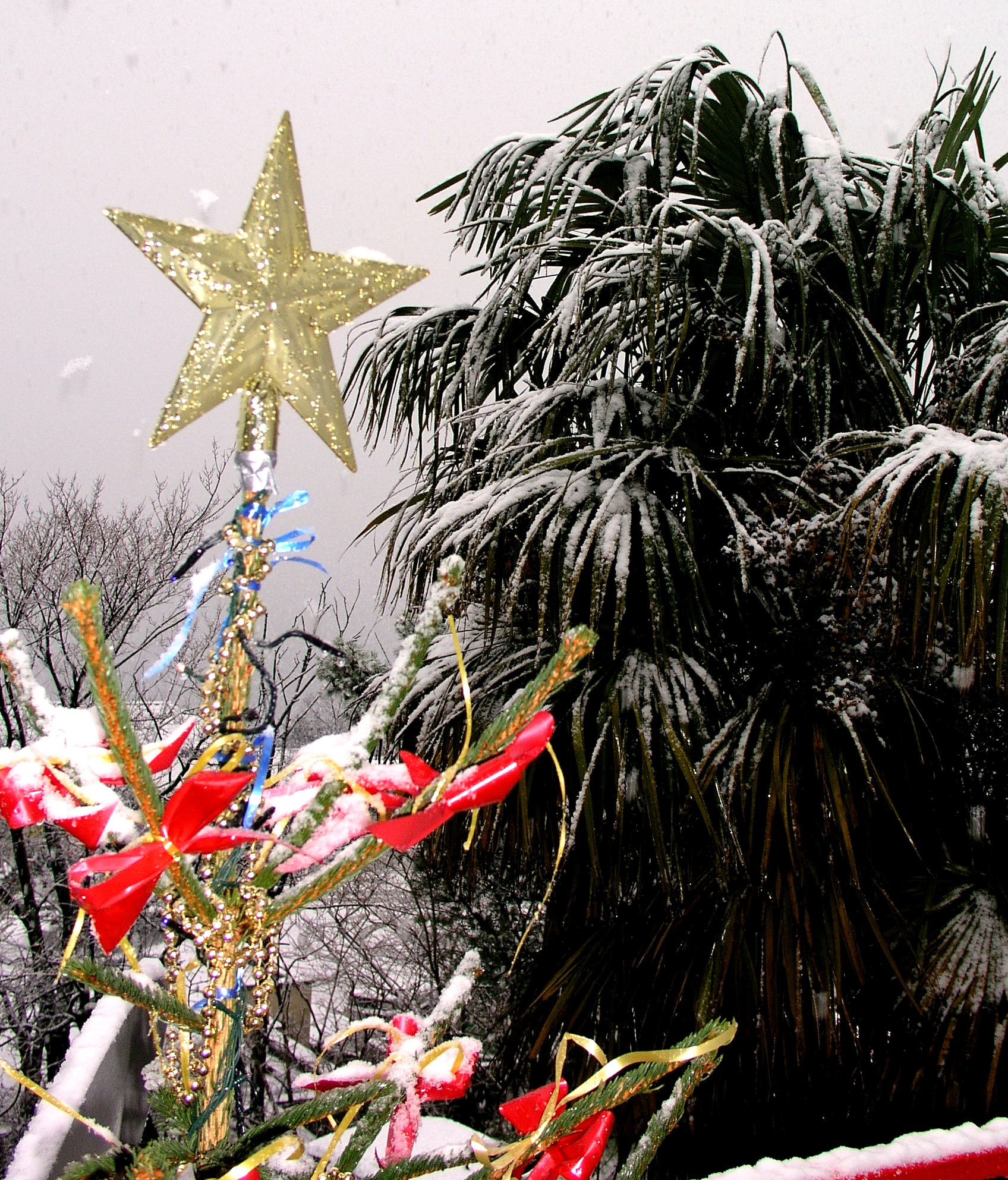
Різдвяна зірка, Хорватія
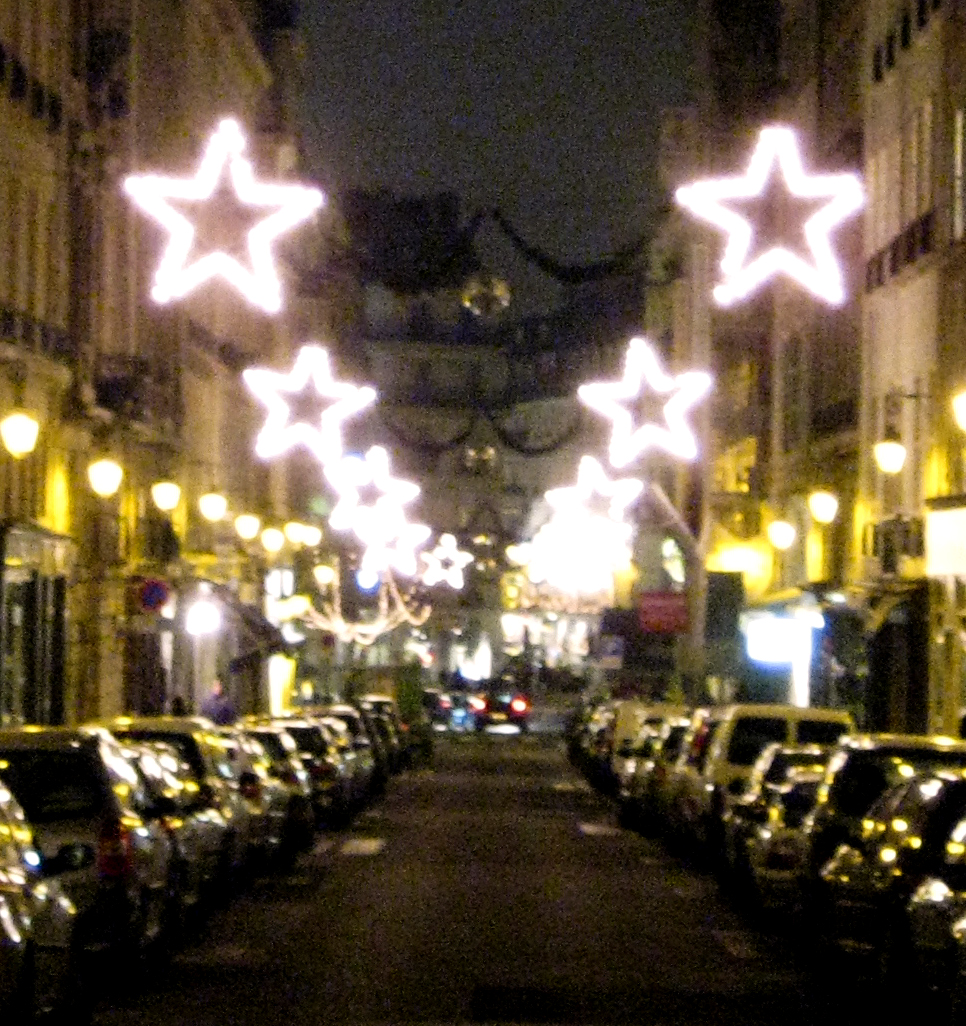
Різдвяне свято в Парижі
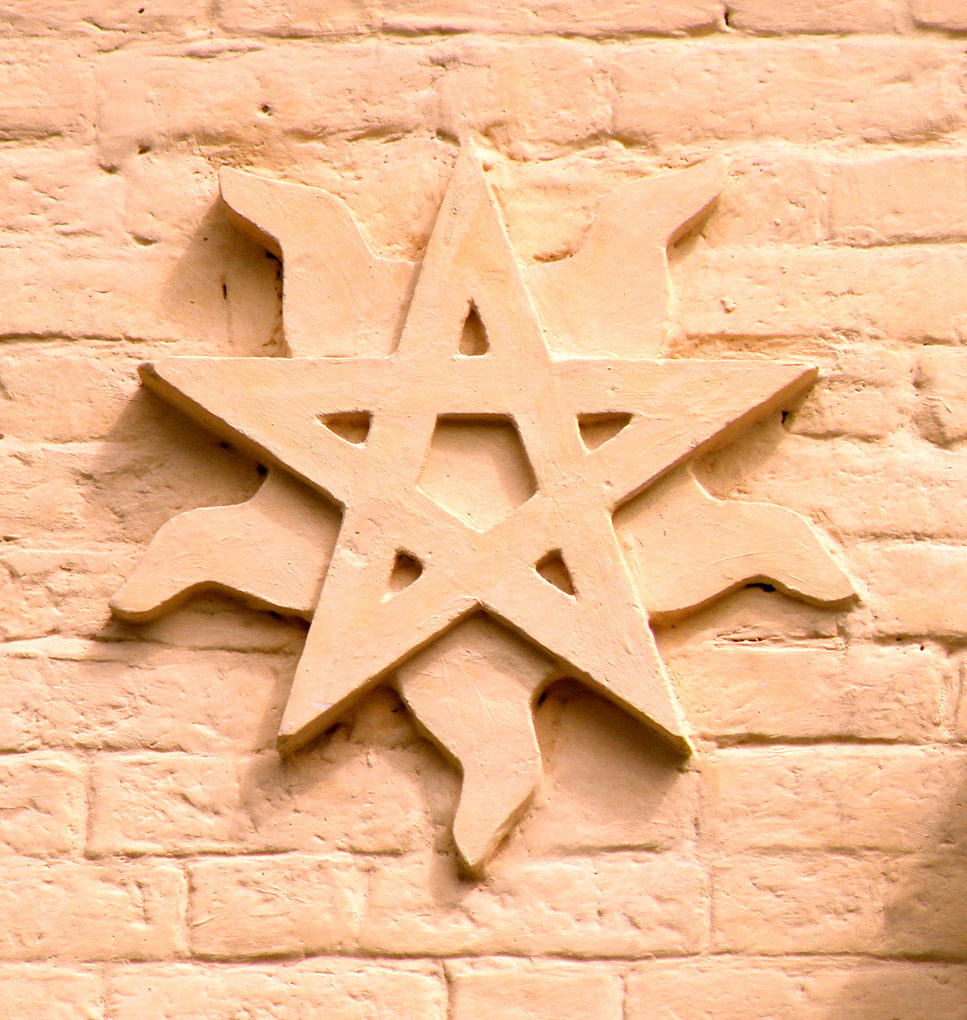
П'ятипроменева зірка на Богословській церкві в Москві
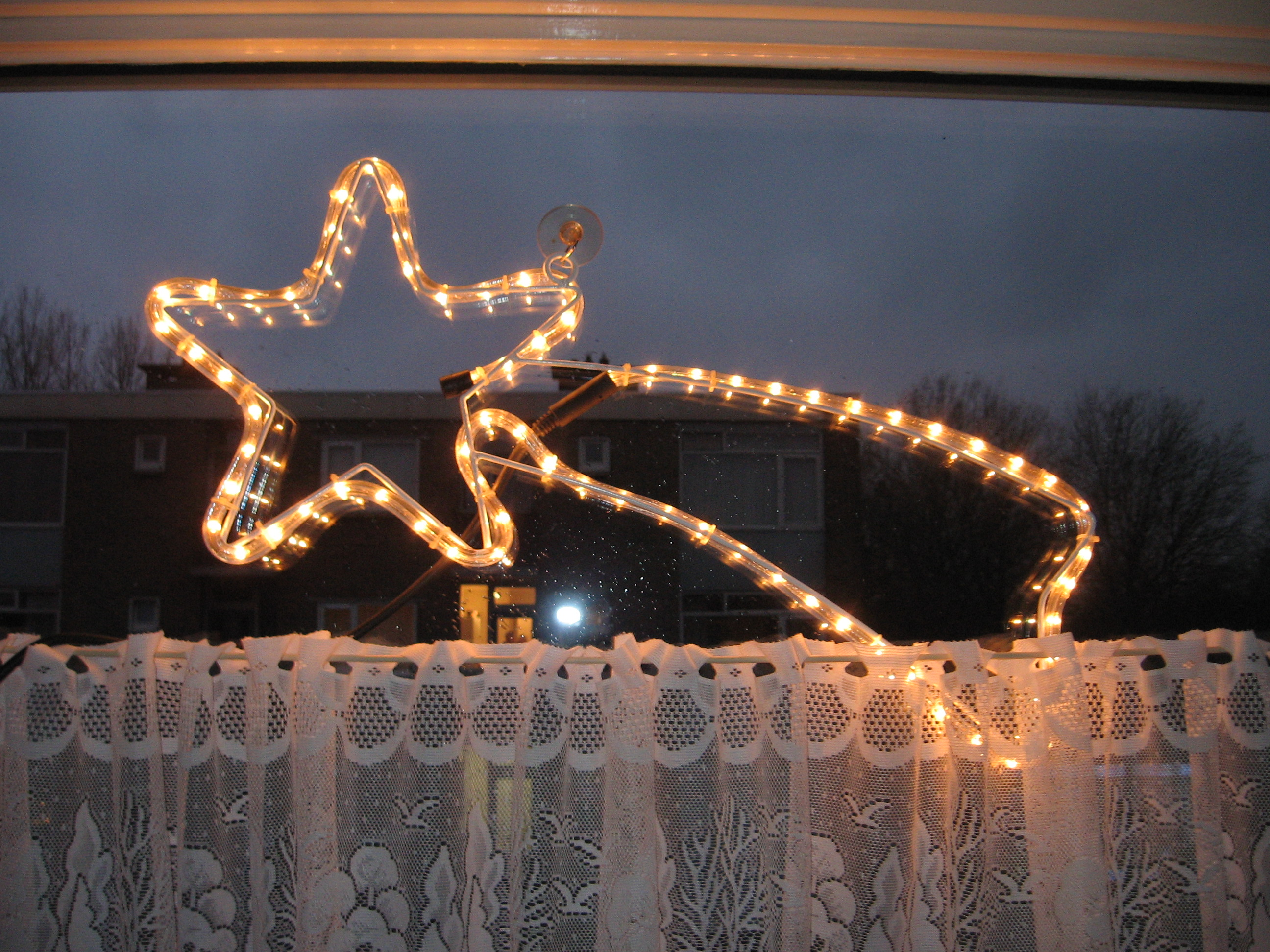
Вифлеємська зірка, Нідерланди, 2006
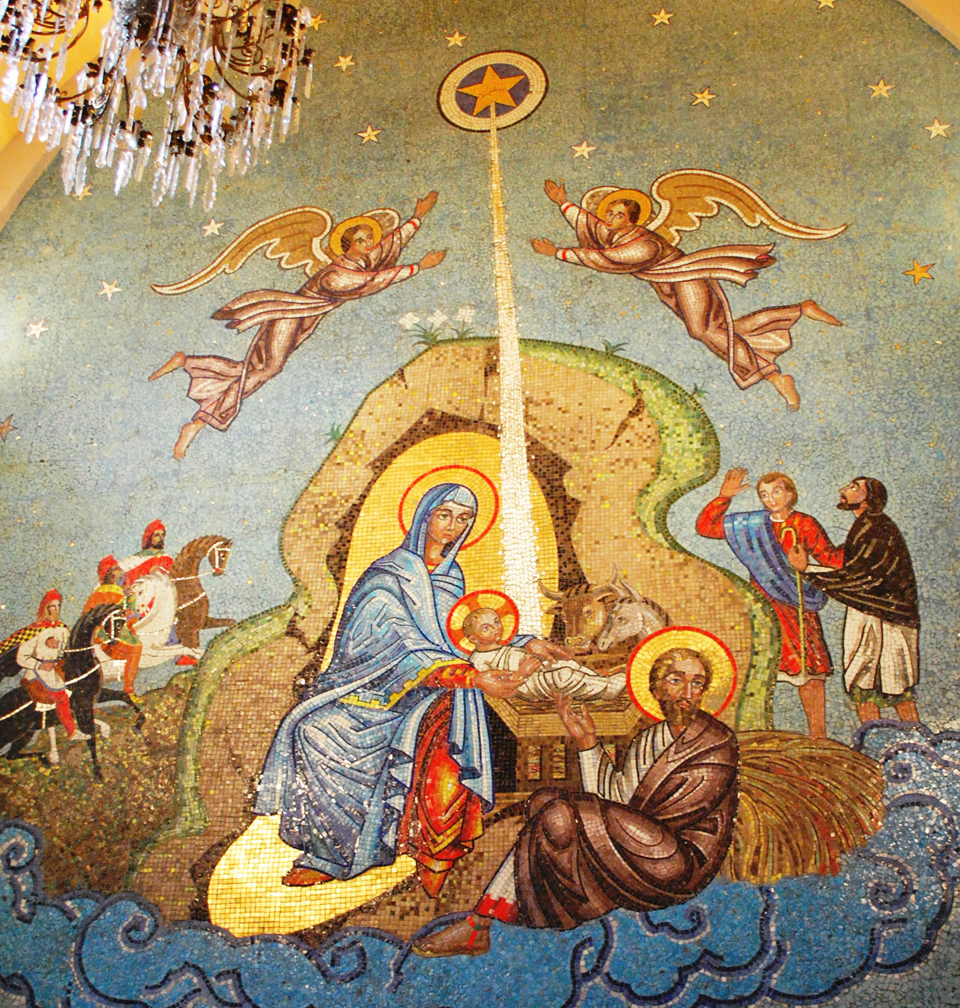
Різдво, мозаїка, Мехіко

## Прапори
П'ятипроменеву зірку можна знайти на багатьох прапорах, переважно одноколірну, хоча на деяких, наприклад на прапорі Нової Зеландії зірки мають інший колір контуру. пентаграма зустрічається тільки на двох державних прапорах, на прапорі Ефіопії та Марокко.
Зелена п'ятипроменева зірка на прапорі есперанто (1890) символізує п'ять населених континентів.

Прапор СРСР
Прапор Каліфорнії
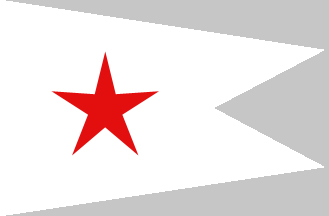
США Red Star Line
Крит 1897-1913
Прапор есперанто
Прапор Асахікави, Хоккайдо, Японія
Прапор командувача Флотом Росії
Прапор Танабе, Вакаяма
Прапор АНРА, Ліма (з 1924 року)
Прапор Островів Кука
Прапор Пуерто-Рико

### Прапори сучасних державних утворень з п'ятипроменевою зіркою
У дизайні сучасних прапорів та емблем п'ятипроменеві зірки коли стоять поодинці, часто представляють такі поняття, як „єдність“ або „незалежність“. Розташовані по групах, вони часто перелічують провінції чи інші компоненти нації (наприклад, етнічні групи).
Деякі прапори країн південної півкулі показують зображення Південного Хреста, що складається з чотирьох або п'яти зірок. Символ зірки та півмісяця є на прапорах держав, що є спадкоємцями Османської імперії, яка використовувала прапори з цим символом протягом 1793—1923 років.
Дванадцять зірок на Прапорі Європи (1955) символізують єдність.
50 зірок прапора США — це найбільша кількість на будь-якому національному прапорі. Другий за величиною — 27, на прапорі Бразилії.
Нинішні національні прапори із п'ятипроменевою зіркою включають:
| Прапор                        | Дата       | Загальна кількість зірок | Зірки символізують                  | Опис/коментар |
| ----------------------------- | ---------- | ------------------------ | ----------------------------------- | --- |
| США                           | 1777; 1960 | 50                       | кількість штатів США                | спочатку 13 зірок, 50 зірок з 1960 року |
| Європейський союз             | 1955; 1985 | 12                       | досконалість                        | „європейська єдність“. |
| Чилі                          | 1817       | 1                        | досконалість                        | „Зірка символізує шлях до прогресу і честі“ |
| Туніс                         | 1831; 1956 | 1                        | зірка і півмісяць                   | на основі османського прапора |
| Туреччина                     | 1844; 1936 | 1                        | зірка і півмісяцьзірка і півмісяць  | Турецька Республіка була створена в 1923 році, а закон про її прапор був прийнятий у 1936 році, де оголошувалося, що прапор Османської імперії вивішується з 1844 року (попередній варіант із восьмипроменевою зіркою датується приблизно 1793 роком).                 |
| Венесуела                     | 1859; 1930 | 8                        | кількість провінцій                 | різне розташування зірок у змінах дизайну з 1859 р. Двадцять зірок протягом 1859—1863 рр. |
| Гондурас                      | 1866       | 5                        | кількість провінцій                 | на основі прапора Федеративної Республіки Центральної Америки. П'ять зірок також представляють історичні провінції цієї держави, а не підрозділи самого Гондурасу. |
| Нова Зеландія                 | 1869; 1902 | 4                        | Південний хрест                     | використовувався як урядовий прапор з 1869 року, став офіційним національним прапором у 1902 році. Розроблений Альбертом Гастінгсом Маркемщь за запитом губернатора Джорджа Боуена.                                                                                    |
| Бразилія                      | 1889; 1992 | 27                       | кількість штатів                    | спочатку 21 зірка, 27 зірок з 1992 року |
| Філіппіни                     | 1898       | 3                        | кількіст ьгруп островів             | Три зірки представляють три основні географічні групи островів, які складають Філіппіни: Лусон, Вісайські острови і Мінданао. |
| Австралія                     | 1901       | 6                        | Південний хрест; Зоря Співдружності | семипроменеві зірки для зірки Співдружності та головні зірки сузір'я, а також менша п'ятипроменева зірка, що представляє Епсілон Круцис. На основі дизайну-переможця на Федеральному конкурсі дизайну прапора 1901 року.                                               |
| Куба                          | 1902       | 1                        | досконалість                        | „Біла зірка в трикутнику символізує незалежність“. Заснований на прапорі, який ніс Нарсісо Лопес у 1850 році. |
| Панама                        | 1925       | 2                        | досконалість                        | «блакитна зірка символізує чистоту і чесність життя країни; червона зірка уособлює владу і закон в країні» |
| В'єтнам                       | 1945       | 1                        | досконалість                        | Комуністична зірка; «П'ятипроменева жовта зірка уособлює єдність робітників, селян, інтелігенції, торговців і солдатів у будівництві соціалізму.» |
| Пакистан                      | 1947       | 1                        | досконалість                        | зірка уособлює «світло». Півмісяць і зірка символізують прогрес і світло відповідно. |
| Півнчіна Корея                | 1948       | 1                        | досконалість                        | Комуністична зірка |
| КНР                           | 1949       | 5                        | досконалість                        | «П'ятизірковий Червоний прапор» (五星红旗, Wǔxīng Hóngqí), одна велика зірка, що представляє комуністичну партію, оточена чотирма меншими, що зображують чотири тодішні соціальні класи                                                                                |
| Самоа                         | 1949       | 5                        | Південний хрест                     | |
| Сомалі                        | 1954       | 1                        | досконалість                        | «Зірка єдності» |
| Гана                          | 1957       | 1                        | досконалість                        | «Зірка Африканської свободи» |
| ЦАР                           | 1958       | 1                        | досконалість                        | Зірка, що «направляє кроки центральноафриканського народу до свободи та емансипації». |
| Сирія                         | 1958; 1980 | 2                        | кількість штатів                    | Прапором 1958 року був прапор Об'єднаної арабської республіки. Дві зірки спочатку представляли Сирію та Єгипет як держави-члени цього утворення. |
| Мавританія                    | 1959       | 1                        | зірка і півмісяць                   | |
| Сенегал                       | 1960       | 1                        |                                     | Кажуть, що п'ять крапок зірки нагадують ідеограму людини, яка була зображена в центрі прапора колишньої Федерації Малі. |
| Того                          | 1960       | 1                        | досконалість                        | «щастя»[джерело?] |
| Алжир                         | 1962       | 1                        | зірка і півмісяць                   | |
| Сінгапур                      | 1965       | 5                        | досконалість                        | п'ять зірок поруч із півмісяцем, що символізує «демократію, мир, прогрес, справедливість і рівність». Відповідно до ідей Лі Куан Ю, китайське населення хотіло отримати п'ять зірок (під впливом прапора Китайської Народної Республіки), а мусульманське — півмісяць. |
| Папуа Нова Гвінея             | 1971       | 5                        | Південний хрест                     | |
| Гвінея-Бісау                  | 1973       | 1                        | досконалість                        | «Чорна зірка Африки» |
| Гренада                       | 1974       | 7                        | кількість парафій                   | |
| Ангола                        | 1975       | 1                        | досконалість                        | за походженням відКомуністичної зірки |
| Камерун                       | 1975       | 1                        | досконалість                        | «зірка єдності» |
| Суринам                       | 1975       | 1                        | досконалість                        | «Зірка символізує єдність усіх етнічних груп» |
| Сан-Томе і Принсіпі           | 1975       | 2                        | кількість островів                  | |
| Тувалу                        | 1976       | 9                        | кількість островів                  | Зірки розташовані в імітації географічного розташування островів Тувалу |
| Джибуті                       | 1977       | 1                        | досконалість                        | «Червона зірка означає єдність різноманітної держави.» |
| Соломонові острови            | 1977       | 5                        | кількість островів                  | |
| Домініка                      | 1978       | 10                       | кількість парафій                   | |
| Федеративні штати Мікронезії  | 1979       | 4                        | кількість штатів                    | На основі прапора підопічної території США в Тихому океані кожна зірка представляє конституційну державу (Яп, Чуук, Понпеі і Косрае) |
| Сент-Кіттс і Невіс            | 1983       | 2                        | досконалість/кількість островів     | «щастя і прогрес, Сент-Кітса і Невіса» |
| Буркіна-Фасо                  | 1984       | 1                        | досконалість                        | «дороговказ революції» |
| Узбекистан                    | 1991       | 12                       | досконалість                        | півмісяць і дванадцять зірок, що представляють «давній календарний цикл» |
| Таджикистан                   | 1992       | 7                        | сім зірок на небі                   | |
| Кабо-Верде                    | 1992       | 10                       | кількість островів                  | |
| Боснія і Герцеговина          | 1998       | 8 («∞»)                  | досконалість                        | діагональна лінія з семи п'ятипроменевих зірок плюс дві напівзірки, відрізані межею прапора. Зірки представляють «Європу» і мають бути «нескінченними» за кількістю.                                                                                                   |
| Коморські острови             | 2001       | 4                        | кількість островів                  | чотири зірки поруч із півмісяцем |
| Туркменістан                  | 2001       | 5                        | кількість провінцій                 | п'ять зірок поруч із півмісяцем |
| Східний Тимор                 | 2002       | 1                        | досконалість                        | «світло, яке керує» |
| Південний Судан               | 2005       | 1                        | досконалість                        | «Вифлиємська зірка, представляє єдність штатів Південного Судану» |
| Демократична республіка Конго | 2007       | 1                        | досконалість                        | Походить від прапору Вільної держави Конго (1885) |
| Бірма                         | 2010       | 1                        | досконалість                        | «єдність» |
| Ліберія                       | 1847       | 1                        | визволення рабів                    | |

## Геральдика
П'ятипроменева зірка в гербах держав, як правило символізує республіканський устрій.[джерело?] В гербі Бразилії 22 зірки оточують центральний круг і символізують 22 суб'єкти федерації, а п'ять зірок у центрі — головне сузір'я південного неба — Хрест. П'ятипроменева зірка та півмісяць на гербі символізують держави Ісламського віросповідання.[джерело?] На гербі Тайваню дванадцятипроменева зірка, на гербі Ефіопії та Малайзії — чотирнадцятипроменева. Зірки, в яких більше променів, називають сонцем. На гербі Нігерії сонце має 16 променів. Двадцять чотири промені має сонячне колесо — чакра — на гербі Індії.

Герб СРСР
Герб Герцога де Сант-Альбан (1696-1751), Англія
Герб Латвії
Герб (печатка) штату Оклахома, США
Франція, Герб П'єра де Ланнуа (1445-1510)
Герб Клану Броді, Шотландія
Герб штату Техас, США
Герб Бразилії з 1889 року
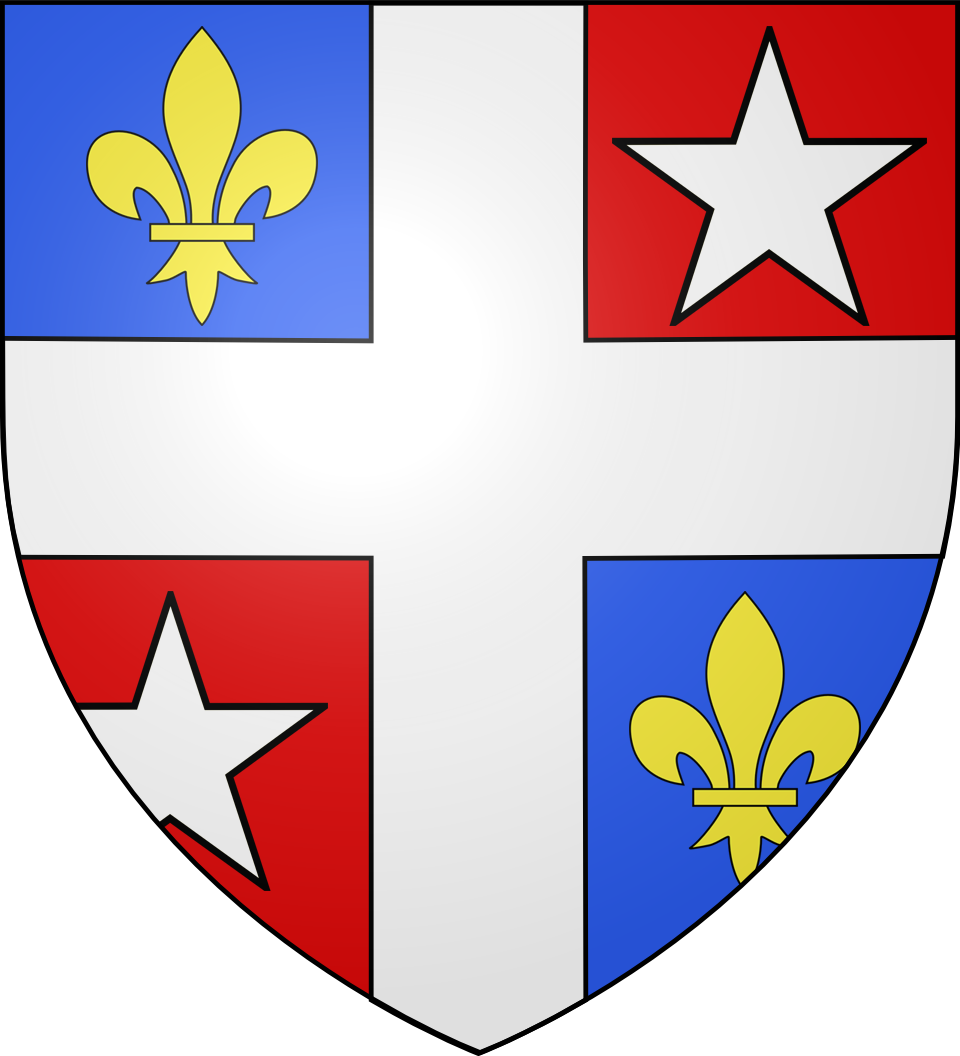
Герб Корте, Франція
Герб Боснії і Герцеговини
Герб Італії
Герб Косово
Герб Чилі
Герб Сомалі
Герб Анголи
Герб Парагваю
Герб В'єтнаму
Герб КНР

## Монументальне мистецтво

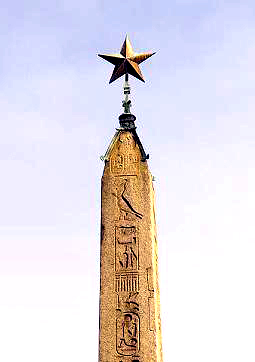
Обеліск, Рим, Пам’ятник битви при Догалі, 1887
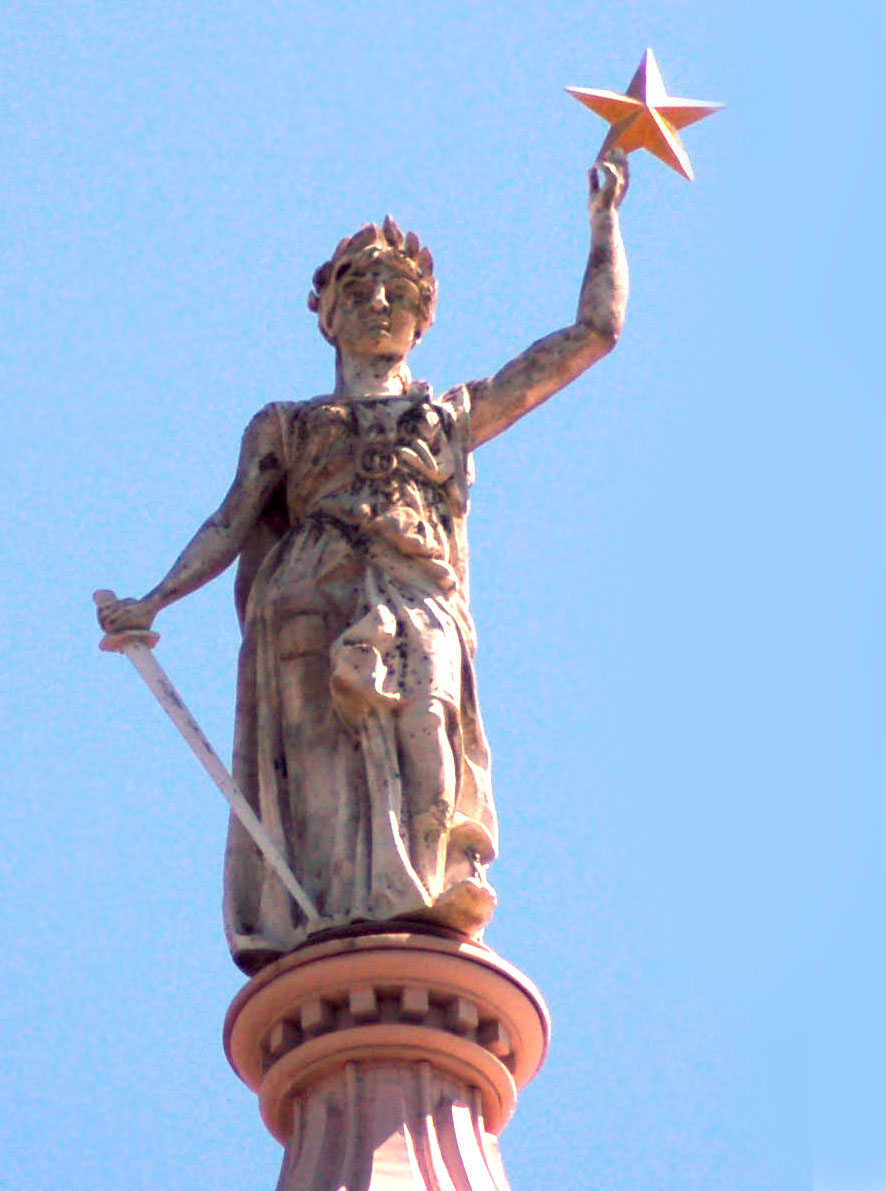
Зірка над куполом Капітолія, Остін, Техас, США
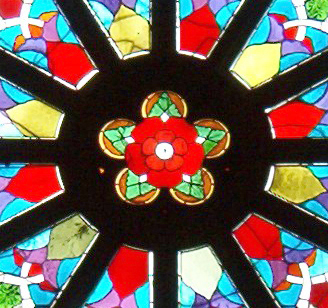
Вітраж собору, Гетеборг, Швеція, (1893)
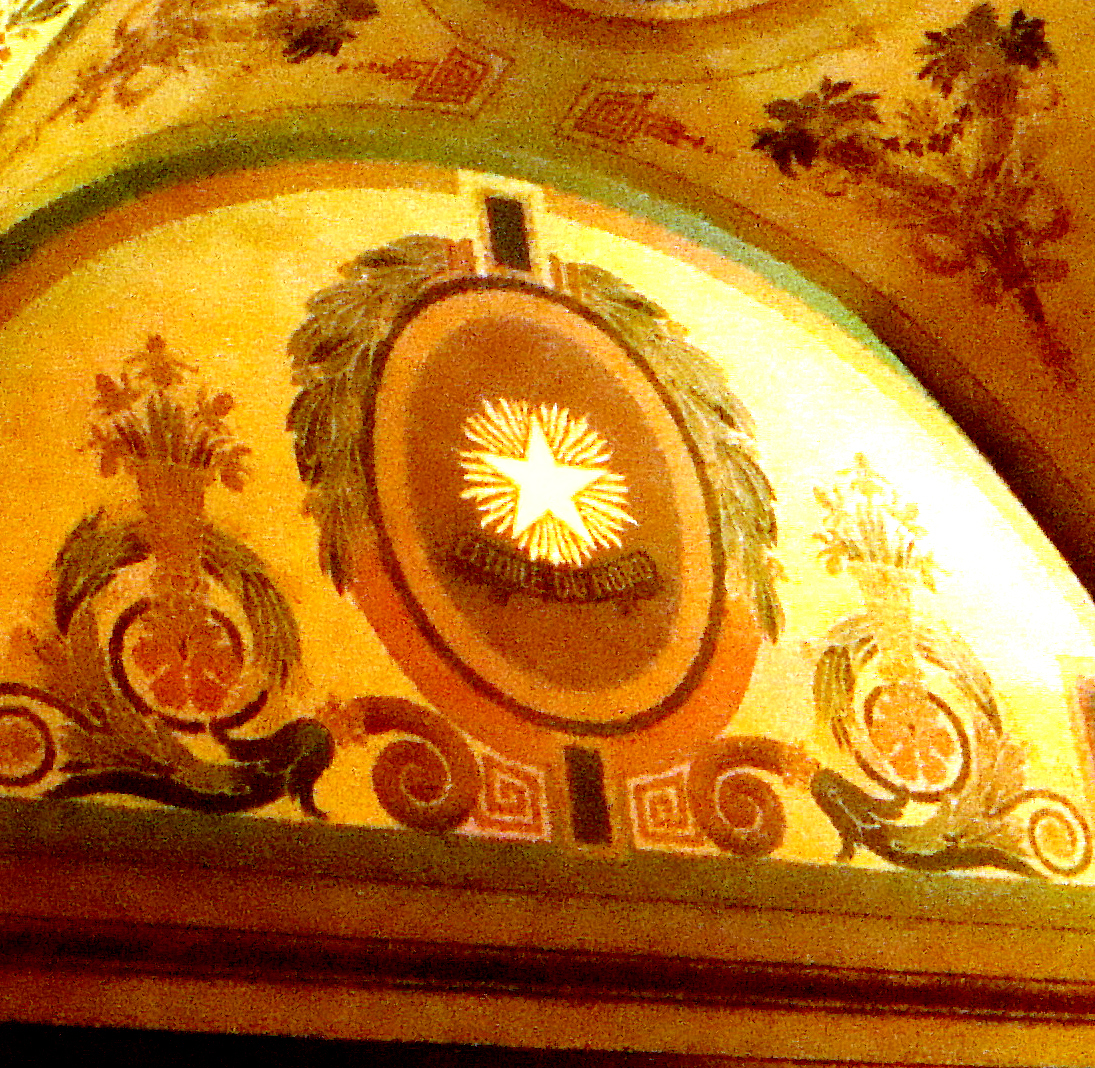
США, фреска «Північна зірка» Штат Мінесота
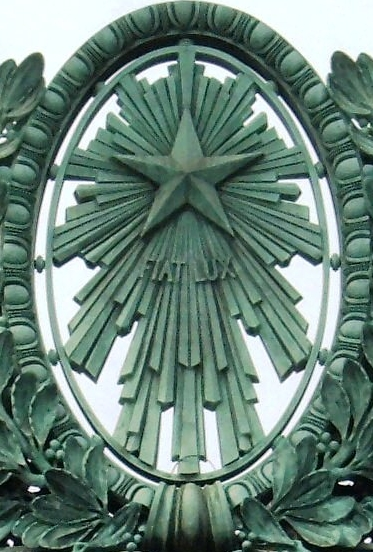
Каліфорнійський університет в Берклі, декор арки
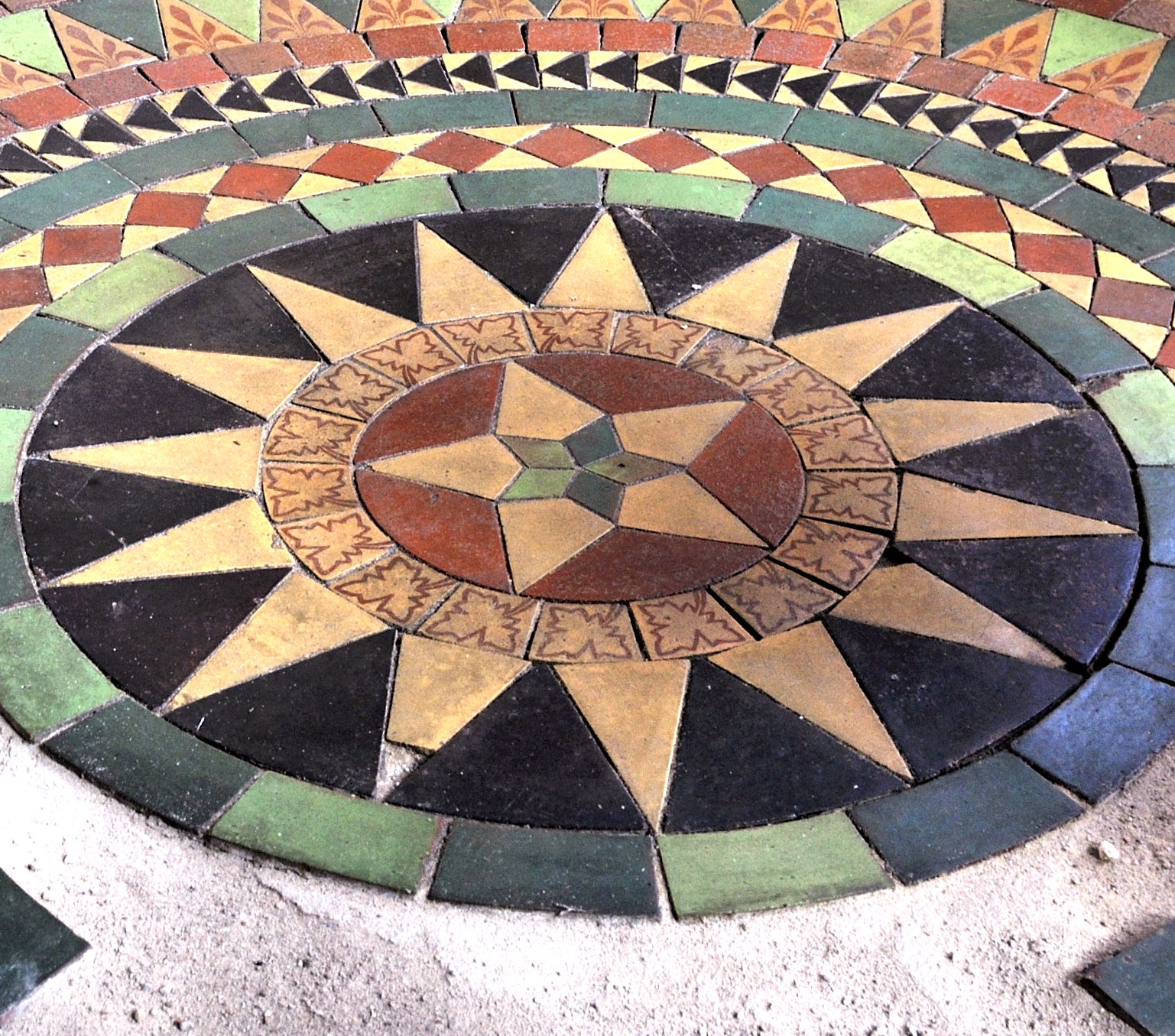
Мозаїчна підлога, Замок Марієнбург, Польща, XIV століття
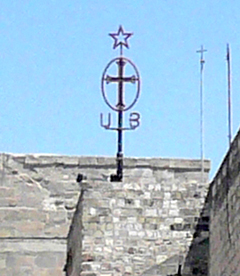
П'ятипроменева зірка над базилікою Різдва Христова Вифлеєм

## Ордени й медалі

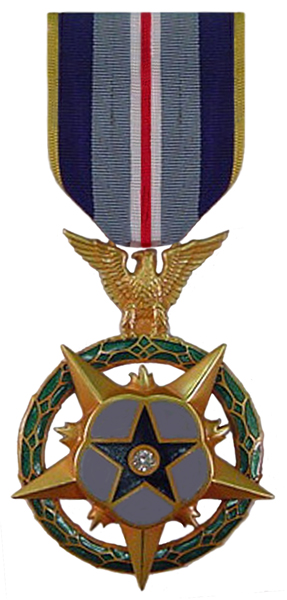
США, Космічна медаль пошани
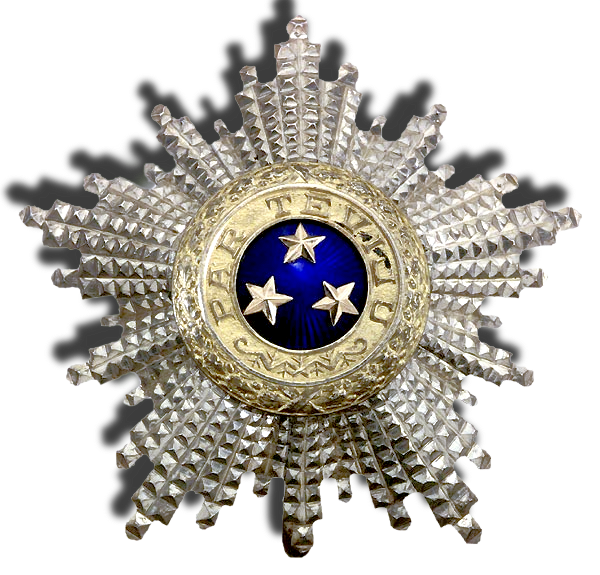
Орден Трьох Зірок, Латвія
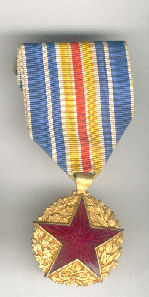
«За поранення», Франція, 1915
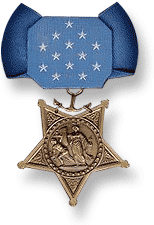
Медаль Пошани США
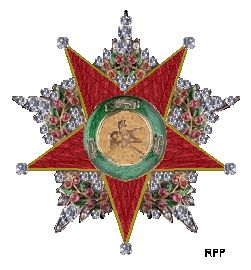
Орден Османської імперії, 1878, Шейхад Нісані
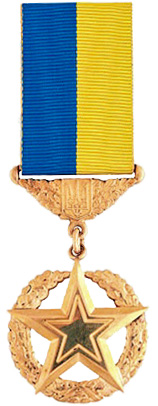
Орден Золота зірка, Україна
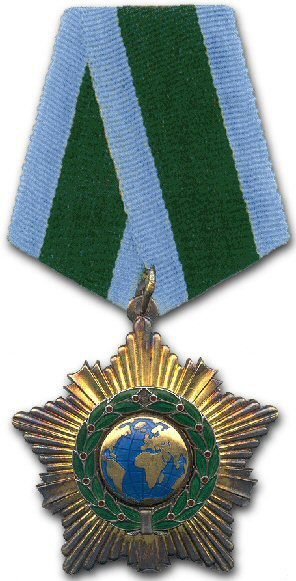
Орден «Дружби», Росія, 1994
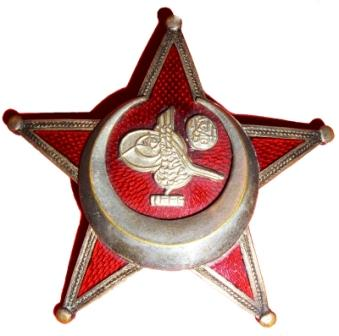
Галліполійська зірка, Туреччина, 1915
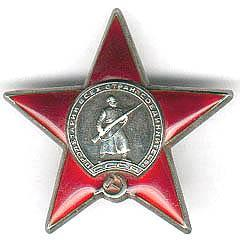
Орден Червоної Зірки